# Table des caractères Unicode/U2070
Cette page contient des caractères spéciaux ou non latins. S’ils s’affichent mal (▯, ?, etc.), consultez la page d’aide Unicode.
Table des caractères Unicode U+2070 à U+209F.

## Exposants et indices
Lettres latines et chiffres en exposant ou indices.

### Table des caractères
| en fr  | 0 | 1 | 2 | 3 | 4 | 5 | 6 | 7 | 8 | 9 | A | B | C | D | E | F |
| ------ | - | - | - | - | - | - | - | - | - | - | - | - | - | - | - | - |
| U+2070 | ⁰ | ⁱ |   |   | ⁴ | ⁵ | ⁶ | ⁷ | ⁸ | ⁹ | ⁺ | ⁻ | ⁼ | ⁽ | ⁾ | ⁿ |
| U+2080 | ₀ | ₁ | ₂ | ₃ | ₄ | ₅ | ₆ | ₇ | ₈ | ₉ | ₊ | ₋ | ₌ | ₍ | ₎ |   |
| U+2090 | ₐ | ₑ | ₒ | ₓ | ₔ | ₕ | ₖ | ₗ | ₘ | ₙ | ₚ | ₛ | ₜ |   |   |   |

Note : les glyphes ¹ ² et ³ (manquantes dans cette table), représentations des chiffres 1 2 et 3 en exposant, sont définies dans la table des caractères Unicode/U0080 – commandes C1 et latin étendu par les points de code U+00B9, U+00B2 et U+00B3, respectivement.